# Сабо, Дэйв
Дэйв Сабо (англ. Dave Sabo; род. 16 сентября 1964 года, Перт-Амбой, штат Нью-Джерси, США) — американский гитарист, наиболее известный как участник рок-групп Bon Jovi и Skid Row.

## Биография

### Ранние годы
Сабо родился 16 сентября 1964 года в городе Перт-Амбой, штате Нью-Джерси. Вырос в соседнем городе Сейревилле, в том же районе, что и его друг детства Джон Бон Джови. Его мать Дороти также воспитывала братьев. Она была матерью-одиночкой. Сабо — дядя бывшего игрока Ассоциации теннисистов-профессионалов Мэтта Сабо.
Вдохновленный Kiss, Aerosmith, Judas Priest, Van Halen, Black Sabbath и Rolling Stones, Сабо начал играть на гитаре в возрасте 14 лет на гитаре Sears, которую его мать купила за 40 долларов для его старшего брата несколькими годами ранее.
Сабо также был многообещающим спортсменом, даже будучи профессиональным скаутом, когда учился в старшей школе.
Увидев, как Kiss выступают вживую, Сабо бросил спорт и полностью посвятил себя музыке.
Дружба Сабо с Бон Джови привела к тому, что в 1983 году он стал первым гитаристом Bon Jovi. Сабо принял участие в коротком трехнедельном туре в поддержку демо-версии дебютного сингла Бон Джови "Runaway, который стал для Нью-Йорка местным хитом 1983 года.
Время Сабо в Bon Jovi было недолгим, и вскоре его заменил Ричи Самбора.
Во время работы в Томс-Ривер, штат Нью-Джерси , Сабо познакомился с местной басистом Рэйчелом Боланом, и пара согласилась создать группу, которая впоследствии стала известной американской рок-группой Skid Row.

### Skid Row

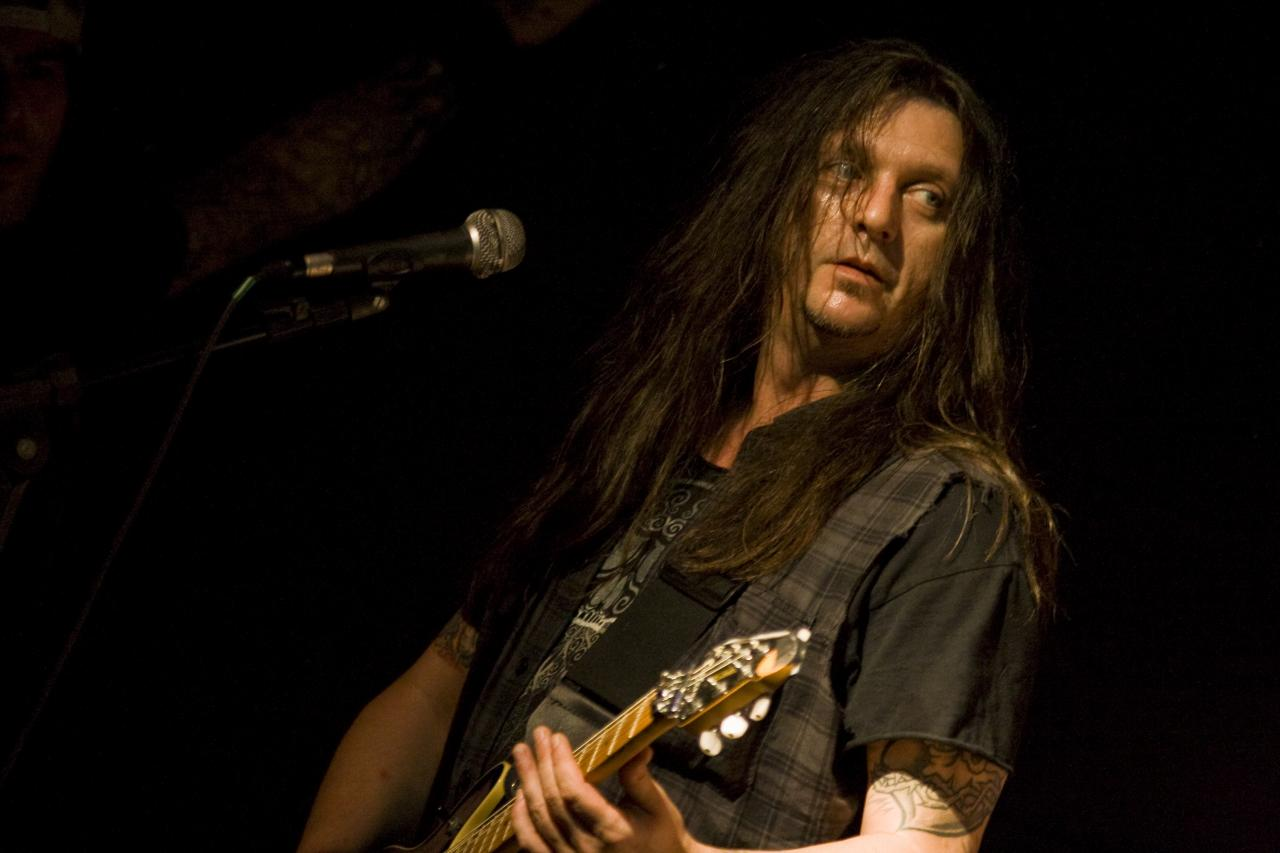
Сабо в 2009 году.

Болан и Сабо наняли гитариста Скотти Хилла, барабанщика Роба Аффузо и вокалиста Мэтта Фэллона. Фэллон вскоре был заменен Себастьяном Бахом, и группа начала давать концерты в клубах по всей восточной части США
С некоторой помощью давнего друга Джона Бон Джови Сабо сыграл важную роль в заключении контракта на запись Skid Row с Atlantic Records.
В 1989 году группа выпустила свой одноимённый альбом, который имел мгновенный успех.
Пластинка стала мультиплатиновой и выпустила хиты «18 and Life», «I Remember You» и «Youth Gone Wild». Skid Row повернули в более тяжелом направлении на своем последующем дважды платиновом альбоме 1991 года «Slave to the Grind».

### Kryst the Conqueror
Сабо сыграл в «Trial of the Soul», треке группы Kryst the Conqueror с участием бывших участников Misfits, а также Джеффа Скотта Сото из группы Ингви Мальмстина.
Сото приписывают псевдоним «Kryst the Conqueror», поскольку у него был контракт с Мальмстином, и он вынужден был оставаться анонимным.

### Anthrax
Сабо некоторое время был гастролирующим гитаристом Anthrax во время их тура «Attack of the Killer A’s» в начале 2000 года.